# Легенда об Уленшпигеле
«Легенда о Тиле Уленшпигеле и Ламме Гудзаке, их приключениях — забавных, отважных и достославных во Фландрии и иных странах» (фр. La Légende et les Aventures héroïques, joyeuses et glorieuses d'Ulenspiegel et de Lamme Goedzak au pays de Flandres et ailleurs) или, сокращённо, «Леге́нда об Уленшпи́геле» — роман бельгийского писателя Шарля Де Костера, опубликованный в 1867 году. В романе использован карнавализированный образ Тиля Уленшпигеля, восходящий к народным немецким книгам позднего средневековья. Фольклорные мотивы более ранней эпохи автор использует для отображения многолетней борьбы фламандцев против иноземного порабощения.

## Предыстория написания
Шарль Де Костер был одним из многих писателей XIX века, использовавших народные предания, адаптировав их соответственно к своим замыслам. К образу Уленшпигеля он впервые обратился в 1856 году, когда совместно с художником Фелисьеном Ропсом основал еженедельник Uylenspiegel — поначалу чисто развлекательное издание, с начала 1860-х годов ставшее рупором левых либералов. В Uylenspiegel де Костер выступал против католической реакции, колониализма (в том числе проводимого Францией Наполеона III), в защиту прав фламандцев на самоуправление и бастующих рабочих.
В 1858 году вышла книга Де Костера «Фламандские легенды», тематически предвосхищавшая «Легенду об Уленшпигеле». Уже в этом сборнике заметны и влияние французского и немецкого романтизма, и интерес к национальному фольклору, и любовь к мистике, сочетавшаяся с умением подать сверхъестественную тему в комически сниженном ключе. Вышедший в 1861 году сборник «Брабантские рассказы» тоже сочетает в себе элементы реалистической сатиры, сентиментализма и мистической символики, впоследствии проявившиеся в «Легенде об Уленшпигеле». Финансовые трудности, заставившие Де Костера поступить на службу в архив, тем самым открыли ему доступ к старинным хроникам и многочисленным историческим документам, позволив в «Легенде» достоверно воссоздать образ эпохи Нидерландской революции.

## Сюжет
Книга прослеживает жизненный путь Тиля по прозвищу Уленшпигель на фоне исторических событий в Габсбургских Нидерландах XVI века, где господствуют испанские феодалы и католическая церковь. Главный герой родился в городе Дамме во Фландрии в семье угольщика Клааса и Сооткин в один день с будущим испанским королём Филиппом II. Однако если инфант Филипп растёт жестоким и трусливым, то Тиль — смелый и острый на язык, но добрый сердцем проказник. Из-за вольнодумства Тиля его обвиняют в ереси и на три года изгоняют из Фландрии, приказав ему ещё получить индульгенцию лично от папы римского. В это же время церковники обвиняют мать его подружки Неле, Катлину, в колдовстве и подвергают пыткам, которые сводят её с ума, а затем также изгоняют из Фландрии на три года. Неле добровольно разделяет с ней изгнание.
Тиль за время странствий из озорника превратился в плута, но сумел получить отпущение грехов, чтобы вернуться домой. Однако накануне его возвращения по доносу соседа, рыбника Иоста Грейпстювера, арестован и обвинён в ереси уже его отец Клаас, которого сжигают на костре, с конфискацией имущества. После казни отца Уленшпигель вместе с матерью собирает пепел с его сгоревшего тела, который затем всю жизнь носит в мешочке на груди. Через некоторое время, по новому доносу Иоста, Тиля и Сооткин арестовывают по подозрению в утайке денег, полученных в наследство Клаасом от брата Иоста и скрытых Тилем от следствия в огороде у Катлины. Их сильно пытают, но, ничего не добившись, отпускают, поселив их вместо конфискованного дома у Катлины. Однако чуть позже один брачный аферист, втеревшись в доверие к Катлине, узнает, где спрятаны деньги и крадет их. Сооткин не выдерживает, заболевает и умирает от горя. Под грузом таких потрясений Уленшпигель не выдерживает и ломается. Он начинает пить, впадает в депрессию, от отчаяния он подкарауливает и вымещает злобу на рыбнике, который подвергается всеобщей обструкции, однако это не помогает ему. Не в силах справиться самому с возникшими проблемами, он обращается за помощью к Катлине за советом, что ему делать дальше и как ему вообще спасти Фландрию от свалившихся на неё напастей, косвенно приведших к гибели его родителей и краху всей его прежней жизни. Катлина, выслушав его,  отправляет его и Неле на весенний праздник духов земли. Там они встречают Владык Земли и те, выслушав мольбу Тиля о помощи, рассказывают ему, что следует «искать Семерых» и уничтожить их, после чего на Земле наступит всеобщий мир и процветание.
Спустя некоторое время Тиль пускается в странствия, в поисках Семерых. Компанию ему составляет добродушный толстяк Ламме Гудзак, разыскивающий бросившую его жену. Тем временем в Нидерландах начинается направленное против испанского владычества восстание гёзов, к которым присоединяется и Уленшпигель, с войсками Вильгельма Молчаливого участвуя в боях с испанскими карателями. После подавления восстания Уленшпигель остался в Нидерландах в качестве личного агента Вильгельма Молчаливого, в течение нескольких лет путешествуя по стране в компании с тем же Ламме, ведя подпольную деятельность: от сбора денег и переправки людей за границу до ликвидации испанских агентов и формировании повстанческих отрядов. Вернувшись затем в родной город, он разоблачает «волка-оборотня», охотившегося за людьми — оборотнем оказывается рыбник Иост, некогда погубивший Клааса. Теперь уже самого рыбника приговаривают к казни. После чего вместе с Ламме уходит за границу, где примыкает к гёзам и принимает участие во втором этапе восстания, теперь на море.
В боях на море Уленшпигель становится искусным воином, дослужившись до должности капитана корабля, не утратив при этом порядочности, Ламме становится коком. В одном из эпизодов Уленшпигель едва не жертвует жизнью, заступаясь за пленных монахов, хотя не испытывает любви к католической церкви. Его спасает Неле, берущая его в мужья. Уленшпигель берёт её с собой на корабль, делая судовым музыкантом, и они продолжают и дальше служить на флоте вместе с Ламме, участвуя в ряде боевых операций. После нескольких лет службы сначала Ламме уходит с флота, найдя свою жену, а затем это делают и Тиль с Неле после того, как Генеральные штаты провозглашают независимость Нидерландов от Испании, сочтя цель восстания достигнутой. Однако Тиль не смог найти Семерых, и тогда Неле предлагает ему использовать для их нахождения волшебную мазь, на что Уленшпигель соглашается. Благодаря этой мази им удаётся увидеть Семерых и понять, что это смертные грехи, каждый из которых может обернуться добродетелью. После волшебного сна Тиль не приходит в себя, и его враги, уверившись, что «великий Гёз умер», его хоронят. Но когда священник уже читает заупокойную молитву, Уленшпигель восстаёт из могилы живым. Он объявляет, что дух Фландрии похоронить не удастся никому, и уходит вместе с Неле.

## Персонажи
Уленшпигель в романе Де Костера становится протестантским героем времён Нидерландской революции, важную роль в которой сыграли жители родной автору Фландрии, хотя она сама осталась под испанским правлением. По словам Ромена Роллана, Уленшпигель — «освободитель, мстящий за свой народ смехом, мстящий за него топором». Уленшпигель носит на груди ладанку с пеплом своего отца, сожжённого за ересь на костре. Фраза «Пепел Клааса стучит в моё сердце» стала крылатой. И. Н. Пожарова отмечает в образе Тиля такие черты, как неординарный ум, упорство, предприимчивость, удальство, характерные для персонажа народных книг, а также отсутствие эгоизма и индивидуализма.
Товарищ Уленшпигеля — Ламме Гудзак, толстый и добродушный, — выполняет роль своеобразного Санчо Пансы, а в аллегорическом смысле выступает «солью фламандской земли». В литературоведческих источниках его в противовес «духу Фландрии» — Уленшпигелю — вслед за самим де Костером называют «брюхом Фландрии». Б. Пуришев пишет, что огромное тело Ламме и сцены его чревоугодия придают всему роману «своеобразную монументальность».
Другие положительные герои, тоже люди трудового сословия — отец Тиля, трудолюбивый, добрый и честный угольщик Клаас; его мать, кроткая и отважная Сооткин; его возлюбленная Неле, нежная и любящая; её мать — доведенная пытками до безумия «ведьма» Катлина.
Отрицательные персонажи романа — испанская знать во главе с королём Карлом V и инфантом, а позднее королём Филиппом II (которого автор называет «коронованным пауком с разверстой пастью») и католическое духовенство. У отрицательных персонажей «Легенды», в отличие от положительных героев, мало индивидуальных черт, они выведены в нём как безликие носители зла, объединённые несколькими общими характеристиками. Среди этих общих черт — равнодушие к страданиям жертв, которое может переходить в садистское наслаждение от глумления над ними, и корыстолюбие, которым в равной степени отличаются императоры и старый рыбник, донесший на отца Тиля ради семисот серебряных монет.

## Издание, переводы

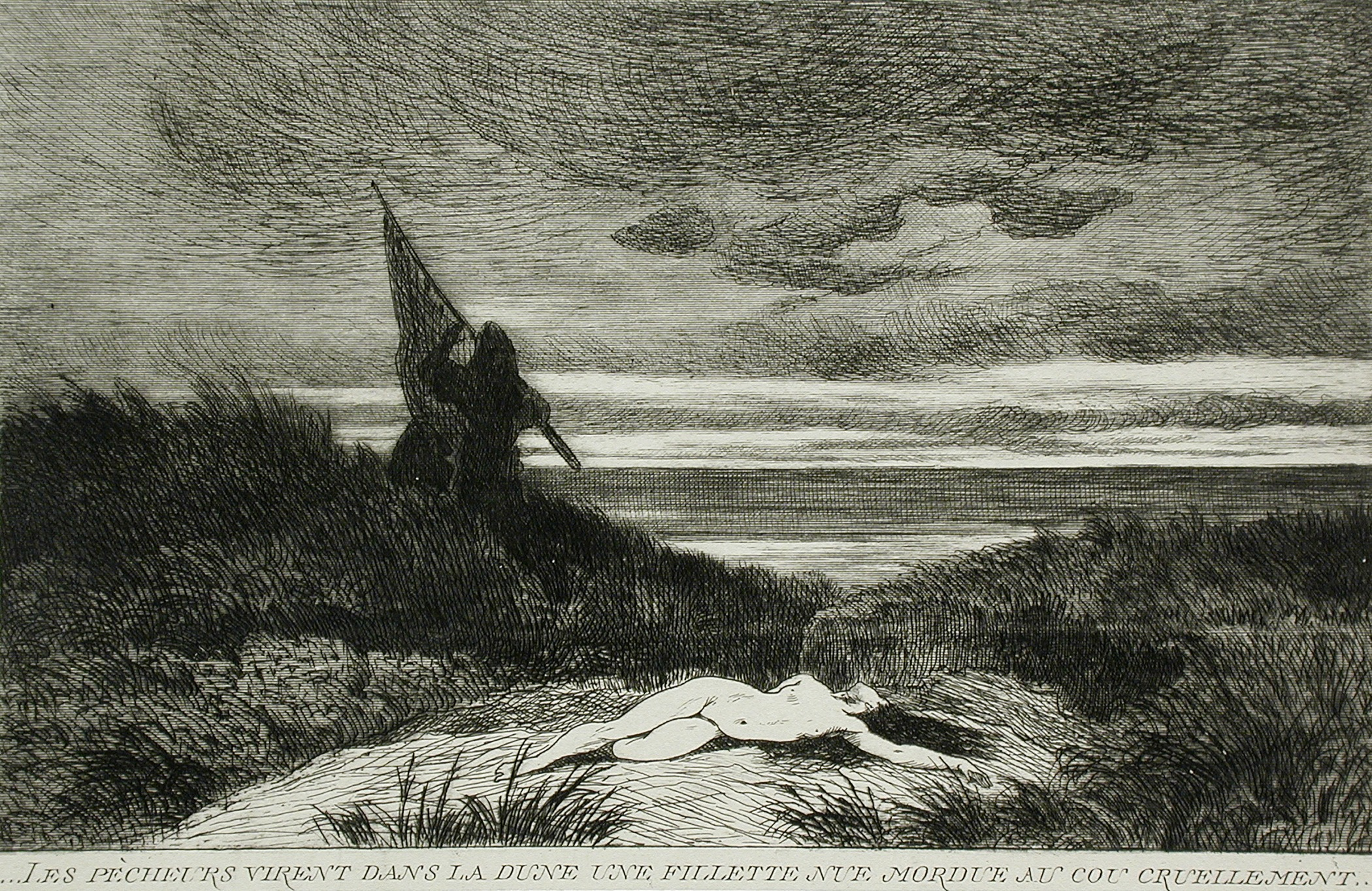
Одна из гравюр Ропса, иллюстрировавших первое издание книги

Первое издание «Легенды» увидело свет 31 декабря 1867 года. Ранние издания выходили с иллюстрациями друзей автора — художников Фелисьена Ропса и А. А. Дилленса. Позже книга вышла с иллюстрациями-линогравюрами знаменитого бельгийского модернистского художника и гравёра Франса Мазереля.
«Легенда» активно переводилась с французского на другие языки, в особенности начиная с 1914 года, когда Бельгия стала одной из первых стран, куда вторглись кайзеровские войска, что вызвало в мире сочувствие к национальной борьбе её жителей. Переводы на русский язык, в частности, выполняли Мария Веселовская, Аркадий Горнфельд (1915), Василий Карякин (1916), Осип Мандельштам (1928, литературная обработка на основе двух предыдущих), М. И. Зотина, Николай Заболоцкий, Николай Любимов (1960-е), Леонид Яхнин, на украинский — Сидор Сакидон.

## Жанровые особенности
Хотя часто «Легенду об Уленшпигеле» называют романом, что применимо в современном литературоведении к любому произведению крупного масштаба, у неё отсутствуют отличительные признаки этого жанра — событийный центр и стройная фабула. В то же время в произведении наличествуют отдельные черты плутовского и исторического романа, а также эпопеи. Главный герой «Легенды» бессмертен, как фольклорный персонаж, послуживший его прообразом, и не влияет непосредственно на ход исторических событий, составляющих фон книги. Говоря о жанре «Легенды об Уленшпигеле», «Краткая литературная энциклопедия» определяет её как «книгу-эпопею, книгу-поэму». Рассказывая о десятках судеб, книга по определению разнородна по стилю, в ней сочетаются реализм и романтический символизм. Подобно «Гаргантюа и Пантагрюэлю» Рабле, в «Легенде» чередуются комические новеллы-фаблио, публицистика, драматические и даже трагические эпизоды.
В своей книге Де Костер широко использует фольклорные элементы — как действительно народные пословицы, поговорки и притчи, так и заимствованные из народной литературы приёмы: сравнения, повторы, загадки, ритмическую прозу. В книге чувствуется влияние классической голландской живописи, изображавшей простые радости жизни и народный быт. Б. И. Пуришев в особенности отмечает перекличку образов, связанных с Ламме Гудзаком, и картин старых голландских мастеров:
Груды съестного, все эти разнообразные колбасы, вино, пиво, пирожки, жирная ветчина, ароматные жаворонки написаны Костером в манере великолепных натюрмортов Снидерса. Рисуя интерьеры заезжих дворов и трактиров с их необузданным весельем и побоищами, К. широко пользуется полотнами Тенирса и Ван-Остаде, и, нужно ему отдать справедливость, достигает уровня своих учителей.
Мистические эпизоды книги, во многом завязанные на образ Катлины, тоже вызывают, по словам Пуришева, ассоциации с голландскими мастерами, но уже другого толка — мрачными и фантасмагорическими Босхом и Брейгелем.

## Общественная реакция

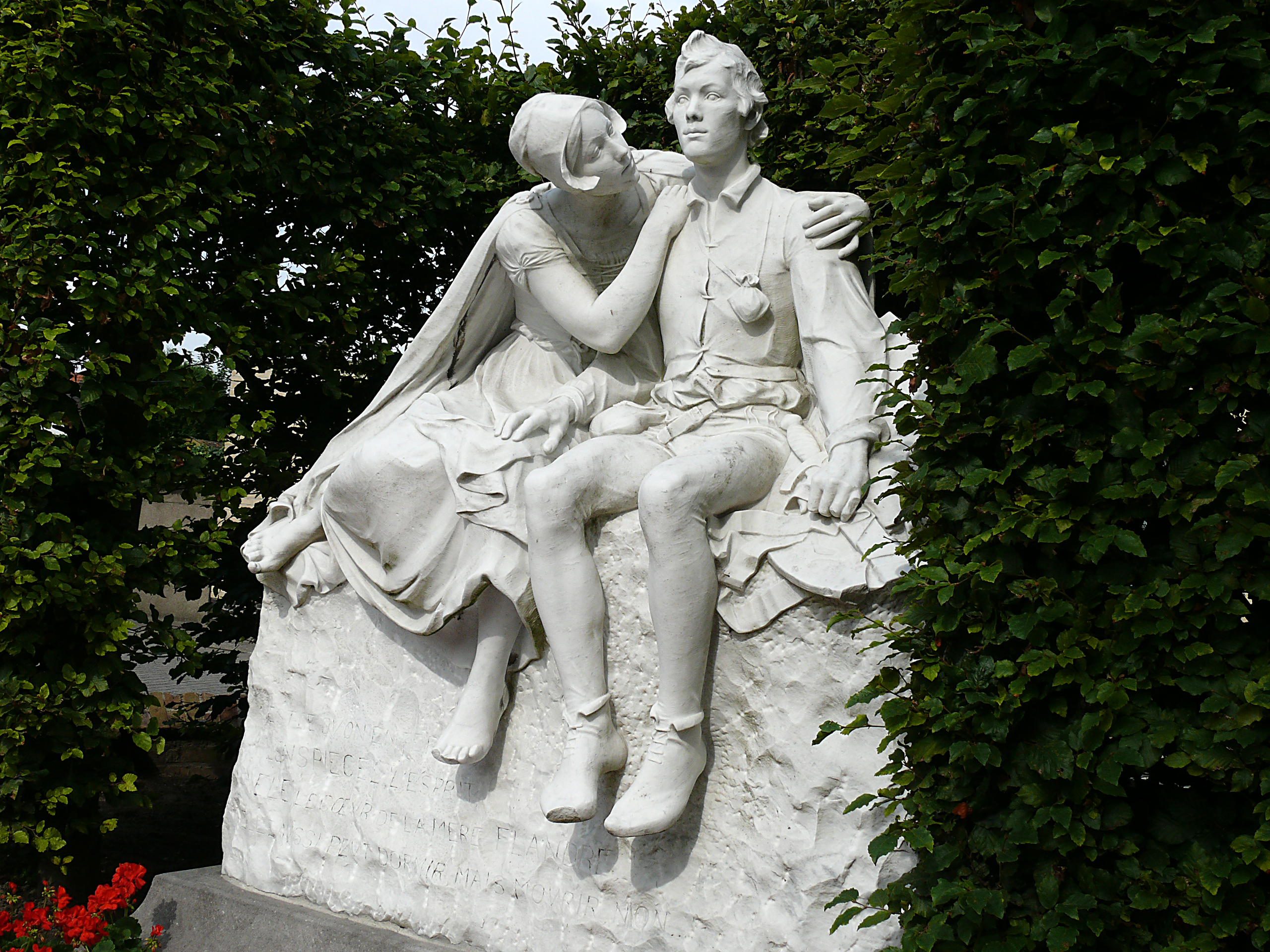
Памятник Тилю и Неле в Кнокке

«Легенда об Уленшпигеле» почти сразу обрела популярность за пределами Бельгии, но у себя на родине долго оставалась непризнанной. Б. И. Пуришев в статье «Литературной энциклопедии», посвящённой роману, отмечает, что в свою эпоху он оказался неудобен для основных политических сил Бельгии. Клерикальная Католическая партия, пришедшая к власти в 1870 году на волне подъёма фламандского национализма, отвергала антиклерикалистские настроения, бывшие одной из основных идеологических линий «Легенды об Уленшпигеле». В то же время для потерпевшей поражение в 1870 году бельгийской промышленной буржуазии в романе был неудобен именно фламандский национализм, в то время бывший достоянием реакционных кругов, связанных с церковью. Обе силы не устраивала также проводимая автором идея воссоединения нидерландских провинций, что с политической точки зрения означало бы потерю бельгийского суверенитета в результате присоединения к Голландии. Идеи социальной справедливости, созвучные идеологии передовых мелкобуржуазных кругов, скрывала от них необычная структура «Легенды», выбивающаяся из рамок натуралистического искусства современников Костера. В результате первые издания «Легенды» выходили малыми тиражами, были дороги и не раскупались, и на родине известность к её автору пришла только после смерти, благодаря влиянию литературного движения «Молодая Бельгия».

## Экранизации
- «Приключения Тиля Уленшпигеля» (Франция, 1956, режиссёры Жерар Филип, Йорис Ивенс).
- «Легенда о Тиле» (СССР, 1976, режиссёры Александр Алов, Владимир Наумов).